# 晋三線
晋三線（チンサムせん 韓国語:진삼선）は、大韓民国慶尚南道晋州市の開陽駅から同三千浦市三千浦駅までを結んでいた韓国鉄道公社の鉄道路線である。1990年1月20日に廃止された。日本の政治家・安倍晋三との関連性はない。

## 路線データ
- 路線距離:29.0km
- 軌間:1,435mm（標準軌）
- 駅数:8駅
- 地上区間:全線

## 歴史
- 1941年9月：大三線晋州駅 - 三千浦駅間の路盤工事着工。
- 1943年末：晋州駅 - 三千浦駅間の路盤工事竣工。
- 1953年5月25日：開陽駅 - 泗川駅間10.5kmが泗川線として開業。
- 1965年12月7日：泗川駅 - 三千浦駅間18.5kmが開業、晋三線に改称[1]。
- 1966年2月21日：礼下駅開業。
- 1974年12月5日：礼下駅、琴聞駅、魯龍駅廃止。
- 1977年3月1日：竹林駅廃止。
- 1980年10月1日：旅客営業中止。
- 1990年1月20日：廃止[2]。

※廃線直前には、旅客列車の運転本数は1日1往復のみだった。

## 駅一覧
| 駅名     | 駅名     | 駅名       | 駅間キロ (km) | 累計キロ (km) | 駅 等級 | 駅種別 | 接続路線             | 所在地   | 所在地 |
| 日本語   | ハングル | 英語       | 駅間キロ (km) | 累計キロ (km) | 駅 等級 | 駅種別 | 接続路線             | 所在地   | 所在地 |
| -------- | -------- | ---------- | ------------- | ------------- | ------- | ------ | -------------------- | -------- | ------ |
| 開陽駅   | 개양역   | Gaeyang    | 0.0           | 0.0           |         |        | 韓国鉄道公社：慶全線 | 慶尚南道 | 晋州市 |
| 礼下駅   | 예하역   | Yeha       | 5.3           | 5.3           |         |        |                      | 慶尚南道 | 晋州市 |
| 泗川駅   | 사천역   | Sacheon    | 5.2           | 10.5          |         |        |                      | 慶尚南道 | 泗川市 |
| 船津駅   | 선진역   | Seonjin    | 4.8           | 15.3          |         |        |                      | 慶尚南道 | 泗川市 |
| 琴聞駅   | 금문역   | Geummun    | 3.2           | 18.5          |         |        |                      | 慶尚南道 | 泗川市 |
| 魯龍駅   | 노룡역   | Noryong    | 2.5           | 21.0          |         |        |                      | 慶尚南道 | 泗川市 |
| 竹林駅   | 죽림역   | Jungnim    | 3.2           | 24.2          |         |        |                      | 慶尚南道 | 泗川市 |
| 三千浦駅 | 삼천포역 | Samcheonpo | 4.9           | 29.1          |         |        |                      | 慶尚南道 | 泗川市 |